# NGC 1447
NGC 1447 je galaksija u zviježđu Eridan.

## Vanjske poveznice
- SEDS: NGC 1447